# Гринёв, Михаил Андреевич
Михаил Андреевич Гринёв (8 сентября 1922, Прилепы, Малоархангельский уезд, Орловская губерния — 2 мая 1983, Малоархангельск, Малоархангельский район, Орловская область) — капитан Рабоче-крестьянской Красной Армии, участник Великой Отечественной войны, Герой Советского Союза (1944).

## Биография
Михаил Гринёв родился 8 сентября 1922 года в деревне Прилепы (ныне — Малоархангельский район Орловской области) в крестьянской семье. Окончил шесть классов школы, работал слесарем-монтажником Харьковского тракторного завода. 
В марте 1942 года Гринёв был призван на службу в Рабоче-крестьянскую Красную Армию. С августа того же года — на фронтах Великой Отечественной войны. К июлю 1944 года старший сержант Михаил Гринёв командовал расчётом орудия 226-го артиллерийского полка 1-й стрелковой дивизии 96-го стрелкового корпуса 70-й армии 1-го Белорусского фронта. Отличился во время освобождения Польши.
24—25 июля 1944 года в ходе боёв к югу от Бялы-Подляски расчёт Гринёва рассеял около эскадрона конницы, уничтожил орудие и станковый пулемёт противника. 26 июля, когда войска противника при поддержке шести танков предприняли контратаку против стрелкового полка, прямой наводкой расчёт уничтожил автомашину с пехотой и 2 танка, ещё один танк подбил. В последующих боях Гринёв вместе со своим расчётом уничтожил 12 автомашин, 10 повозок с боеприпасами и несколько артиллерийских орудий.
Указом Президиума Верховного Совета СССР от 26 октября 1944 года старший сержант Михаил Гринёв был удостоен высокого звания Героя Советского Союза с вручением ордена Ленина и медали «Золотая Звезда».
В 1945 году Гринёв окончил курсы младших лейтенантов при Пензенском артиллерийском училище. В ноябре того же года был уволен в запас. Проживал в городе Малоархангельске Орловской области, находился на партийной и советской работе. 
Умер 2 мая 1983 года, похоронен в Малоархангельске.
Был также награждён орденом Славы 3-й степени, а также рядом медалей.
Бюст Гринёва установлен в Парке Победы Малоархангельска.